# Sophronica diversipes
Sophronica diversipes är en skalbaggsart som först beskrevs av Maurice Pic 1929.  Sophronica diversipes ingår i släktet Sophronica och familjen långhorningar. Inga underarter finns listade i Catalogue of Life.